# Chiquinho Carlos
Chiquinho Carlos (Taquaritinga, 26 aprile 1963) è un ex calciatore brasiliano, di ruolo attaccante.

## Carriera
In Brasile giocò con Botafogo e Flamengo (con quest'ultima compagine totalizzò in totale 23 reti in 86 partite). Si trasferì poi in Portogallo al Benfica, con cui vinse subito il campionato (1987), raggiungendo poi la finale di Coppa dei Campioni l'anno seguente. Dopo due stagioni passò al Vitória Guimarães e continuò la carriera in squadre portoghesi di sempre minor blasone. Nella sua esperienza lusitana vinse anche due Coppe nazionali, entrambe con il Benfica (1986, 1987).

## Palmarès
- Campionato portoghese: 1

Benfica: 1986-1987
- Coppa di Portogallo: 2

Benfica: 1985-1986, 1986-1987